# Konstantia Gourzi
Konstantía Gourzí (griechisch Κωνσταντία Γουρζή, * 31. März 1962 in Athen) ist eine griechische Komponistin und Dirigentin sowie Professorin an der Hochschule für Musik und Theater München.

## Leben und Wirken

### Studium und Lehrtätigkeit
Konstantia Gourzi erhielt im Alter von sieben Jahren ersten Klavierunterricht, sechs Jahre später wurde sie am Konservatorium Athen unterrichtet, wo sie neben Klavier später auch Komposition und Dirigieren studierte. Von 1987 bis 1992 setzte sie ihr Studium an der Hochschule der Künste in Berlin fort (heute Universität der Künste Berlin). Zudem absolvierte sie Meisterkurse unter anderem bei Péter Eötvös, Hans Werner Henze, Wolfgang Rihm, Karlheinz Stockhausen, Walter Zimmermann sowie Michael Gielen, Carlo Maria Giulini, Bernard Haitink, Giuseppe Sinopoli und Günter Wand. Ein wichtiger Mentor war Diether de la Motte. In den Jahren 1988 bis 1992 assistierte sie Claudio Abbado bei den Berliner Philharmonikern. Von 1993 bis 1996 verband sie eine enge Zusammenarbeit mit György Kurtág.
1992 und 1994 war Gourzi Preisträgerin des Deutschen Musikrats und gewann 1995 den 2. Preis beim Internationalen Wettbewerb für Dirigenten zeitgenössischer Musik in Paris. Gourzi wurde durch mehrere internationale Stipendien wie z. B. durch die Onassis-Stiftung und DAAD gefördert. Für ihre Arbeit als Dirigentin und Komponistin sowie für ihre innovativen Aufführungskonzepte erhielt sie 2008 den Preis der Christoph-und-Stephan-Kaske Stiftung.
Seit 2002 ist Gourzi Professorin für Ensembleleitung und Neue Musik an der Musikhochschule München.

### Ensembles
1991 gründete Gourzi während ihres Studiums in Berlin das Ensemble attacca berlin, das sie bis 1996 leitete. Schwerpunkt war die Musik des 20. Jahrhunderts. attacca berlin setzte das internationale Konzertprojekt „Zeitzonen“ mit der Unterstützung des Berliner Senats für kulturelle Angelegenheiten um. Kooperationen hatte das Ensemble u. a. mit den Berliner Festwochen und verschiedenen anderen Musikfestivals und es entstanden Rundfunkaufnahmen. Von 1999 bis 2007 übernahm sie die Leitung des ensemble echo an der Hochschule für Musik Hanns Eisler, wo sie mehrere Konzertreihen initiierte. Zusammenarbeit pflegte sie mit Deutsche Guggenheim Berlin, Berliner Staatsoper, Konzerthaus und Akademie der Künste Berlin, auch hier entstanden Rundfunkaufnahmen.
Als Professorin an der Musikhochschule München gründete sie 2002 das ensemble oktopus für musik der moderne, das sie bis heute leitet. Auch hier initiierte sie mehrere Konzertreihen und es entstanden Aufnahmen des Bayerischen Rundfunks sowie CD-Einspielungen. Zusammenarbeit erfolgte u. a. mit der Pinakothek der Moderne, der Galerie camera artis, dem Künstlerhaus München sowie der Bayerischen Theaterakademie August Everding und der Münchener Biennale.
2007 gründete sie das Netzwerk und Ensemble opus21musikplus, dessen künstlerische Leiterin sie ist, mit dem Ziel, Musik grenzüberschreitend mit anderen Kunstformen und anderen Musikrichtungen zusammenzubringen. 2007 erschien die erste CD des Ensembles mit Schönbergs Pierrot Lunaire plus Jazz und Berios Folksongs. Kooperationen bestanden mit dem Franz-Marc-Museum und der Bayerischen Akademie der schönen Künste. Auch hier entstanden Rundfunkaufnahmen. 2008 bis 2013 führte Gourzi mit opus21musikplus ein Education-Programm an Grundschulen in München durch, das u. a. vom Bayerischen Kultusministerium, dem Kulturreferat München und der Ernst von Siemens Musikstiftung unterstützt wurde.

### Arbeit als Komponistin
Gourzis kompositorische Arbeit umfasst Werke für Solo-Instrumente, Kammermusik, Chor und Orchester. Wichtige Kompositionsaufträge erhielt sie unter anderem von der Deutschen Staatsoper Berlin, dem Radio-Sinfonie-Orchester Frankfurt, dem Bayerischen Rundfunk, dem Ensemble Musica Nova Israel, dem Staatsorchester Athen, den Festspielen Europäische Wochen Passau, den Kasseler Tagen für Neue Musik, dem Ex Novo Ensemble in Venedig, Münchener Kammerorchester, der Bayerischen Staatsoper München, dem Erzbistum München und Freising, der Patrimonio Nacional Spanien, dem Bayerischen Staatsministerium, dem Lucerne Festival, dem ARD-Musikwettbewerb, der BBC, der Staatsphilharmonie Nürnberg und den Bamberger Symphonikern. Bei ihren Aufträgen und Projekten erhielt sie öfter Unterstützung von der Ernst von Siemens Musikstiftung.
Die Uraufführung ihrer ersten Orchester-Komposition Mykene fand 2002 unter ihrer eigenen Leitung mit dem Orchester des Hessischen Rundfunks in Frankfurt statt. Im gleichen Jahr stand sie als erste Frau bei Verdis La traviata in der Staatsoper von Athen am Pult. Als Auftragswerk für die Berliner Staatsoper erweiterte Gourzi Haydns Philemon und Baucis durch eigene Komposition zu einem innovativen Theaterstück. Später erfolgte die Wiederaufnahme beim Frühlingsfestival Budapest und dem Festival Europäische Kirchenmusik Schwäbisch Gmünd.
Gourzi war Composer in Residence bei den 58. Festspielen Europäische Woche Passau, beim Festival Aktuelle Musik in Nürnberg und 2017/2018 Stipendiatin des Internationalen Künstlerhauses Villa Concordia in Bamberg. Beim ION Festival in Nürnberg wurde im Juni 2018 das Werk Paharión, the Red Angel in the Garden of las Huelgas als Konzert in Bewegung uraufgeführt. Außerdem komponierte sie das Pflichtstück im Fach Viola Evening at the window für den ARD-Musikwettbewerb 2018. 2018 wurde das vom Erzbistum München und Freising in Zusammenarbeit mit der Päpstlichen Universität Gregoriana in Rom in Auftrag gegebene Werk Transformation - ein musikalisch-szenisches Signal gegen Kindesmissbrauch in der Kirche Sant’Ignazio uraufgeführt.

### Arbeit als Dirigentin
Gourzis leitete als Dirigentin zahlreiche Uraufführungen, und sie entwickelte neue Programmkonzepte mit dem Ziel, einen neuen Fokus zu geben sowie Altes und Neues zu verbinden. Unter diesem Aspekt war sie u. a. 2012 künstlerische Leiterin des Samos Young Artists Festival in Griechenland. Neben den eigenen Ensembles dirigierte sie Orchester wie das Radio Sinfonie Orchester Frankfurt, SWR Sinfonieorchester Baden-Baden und Freiburg, Deutsche Radiophilharmonie Saarbrücken, Münchner Rundfunkorchester, Orchestre Philharmonique de Strasbourg, Young Israel Philharmonic Orchestra, Kammerorchester Patras (Griechenland), Staatsoper sowie Klangkörper des Griechischen Rundfunks Athen, Klangforum Wien, Israel Chamber Orchestra, Ensemble Neue Musik Moskau, Kammerorchester der Bayerischen Staatsoper und Lucerne Academy Orchestra.
Ihre Tätigkeit als Dirigentin und ihre Kompositionen sind durch Radio-Aufnahmen, Fernsehsendungen und Live-Streams (Arte, ZDF, WDR, SR, RBB, SWR und BR) dokumentiert. Ihre umfassende Diskographie beinhaltet Aufnahmen ihrer Kompositionen und von ihr dirigierter Werke. Sie sind u. a. bei ECM Records, NEOS, NAXOS, und SONY-Classical erschienen.

## Kompositionen  (Auswahl)

### Orchester
- 7 Miniaturen in 3 Sätzen op. 5 (1991) Für Streichorchester. Erster Preis beim Fanny-Mendelssohn Kompositions Wettbewerb (Live-Aufnahme)
- Mykene – 7 Miniaturen für Orchester op. 17 (2002). Auftrag vom Hessischen Rundfunk (Rundfunkaufnahme)
- Five Songs for Lefkas op. 27 (2005) Für Streichorchester. Auftrag vom Lefkas Festival
- Gedichte zu Prometheus op. 28 (2005) Für Orchester, beauftragt vom Münchener Kammerorchester (Rundfunkaufnahme)
- Easter in Konstantinopel – because of the Words. 11 moments between East and West op. 37 (2009/10). For orchestra, choir, a Byzantine style psalm singer and improvising solo violinist (5 stringed tenor violin and double stringed violin). Auftrag des Münchner Rundfunkorchesters. (Rundfunkaufnahme)
- Drei Synapten zu Ehren der Seligen Gisela op. 39 (2009/10) für Orchester. Auftragsarbeit für die Stiftung art 31 (Rundfunkaufnahme)
- Six letters for Callas: Α Π Ο ΛΛ Ω Ν op. 51 (2012/13) für Orchester, Auftragsarbeit des State Orchestra of Athens (KOA) (Live-Aufnahme)
- Eros op. 57 (2014/15) für zwei Soprane und Kammerorchester. Auftrag der Bayerischen Staatsoper (Live-Aufnahme)
- Ny-él, Two Angels in the White Garden op. 58 (2015/16) - Hommage à Claudio Abbado und Pierre Boulez. Für Orchester. Auftrag des Lucerne Festival (Rundfunkaufnahme)
- Perseus & Androméda – Sinfonische Dichtung über das Schicksal für Orchester op. 78 (2019) Kompositionsauftrag für die Staatsphilharmonie Nürnberg (Live-Aufnahme des Bayerischen Rundfunks)
- Variation 21 op. 80 (2019) Kompositionsauftrag der Bamberger Symphoniker für das »encore!«-Projekt
- Ο Χορός του 21 – The Dance of 21 op.88 (2021) Kompositionsauftrag des Athens State Orchestra (KOA) zum 200. Jahrestag der griechischen Revolution
- Transformation 21 für Bläserphilharmonie op. 92 (2021) Auftragskomposition der Sächsischen Bläserphilharmonie.
- Mondaufgang am Meer für Blechbläser und Schlagzeug op.108 (2024) Auftragswerk der Festspiele Mecklenburg-Vorpommern und der Universitäts- und Hansestadt Greifswald.

### Kammermusik
- P-ILION, neun fragmente einer ewigkeit op. 33/2 (2007). Streichquartett Nr. 2. Auftrag der Kasseler Musiktage (CD CM New Series 2309)
- kastalia op. 35 (2008). Für Streichquartett und Harfe. Auftrag von Harry Otten für Lavinia Meijer und das  Athena String Quartet (Live-Aufnahme)
- Vibrato 1 and 2 op.38 (2010). Für Streichquartett und Klavier, Auftragsarbeit für die Festspiele Europäische Wochen Passau 2010 (CD ECM New Series 2309)
- Polymnia op. 40 (2010). Für zwei Gitarren, Viola und Kontrabass. Auftragsarbeit für die Festspiele Europäische Wochen Passau 2010 (Live-Aufnahme)
- Hommage à Mozart – three dialogues op. 56 (2014). Für Viola und Klavier, Auftragsarbeit für Nils Mönkemeyer und William Youn. Rundfunkaufnahme
- Anájikon, the Angel in the Blue Garden op. 61 (2015). Streichquartett Nr. 3 (Rundfunkaufnahme)
- Wunder  op. 73 (2017/18). 7 Fragmente. Für Perkussion Solo und Ensemble. Auftragsarbeit für die Bayerische Staatsoper (Rundfunkaufnahme)
- Transformation op. 76 (2018). A staged musical work, as a signal against child abuse. Sieben Stationen für 2 Soprane, 2 Mezzosoprane, Männerchor, Kinderchor, 7 Instrumentalsolisten, Tänzer und Publikum. Auftragsarbeit der Erzdiözese München und Freising in Kooperation mit der Päpstlichen Universität Gregoriana Rom  (Fernsehaufzeichnung)
- messages between trees II op.84b (2021). Für Blockflöte (Soprano, Sopranino, Tenor, Bass), Viola und Bordun.
- Néome op. 87 (2020). Trio für Klarinette, Schlagzeug und Klavier (der Pianist spielt auch kleine Schlagzeuginstrumente). Kompositionsauftrag von Enjott Schneider für das Projekt „Sehnsucht“
- Aria op. 94 (2003/2022). Für Violine Solo und Klavier. Auftragskomposition von Johannes Fleischmann.
- dance for two op. 96 (2022). Für Blockflöte (Soprano, Alto, Tenor) und Viola. Auftragskomposition von Dorothee Oberlinger und Nils Mönkemeyer, unterstützt von der Kunststiftung NRW
- Voyager 2 op. 97 (2022). Für 8 Hörner. Kompositionsauftrag der Bayerischen Staatsoper für Munich Opera Horns anlässlich des Jubiläums 500. Jahre Bayerische Staatsoper.
- Voyager 1 op. 98 (2022). Für Saxophone Quartet. Kompositionsauftrag des Eternum Saxophone Quartets.
- Apollon, Sieben Miniaturen für Klavier Trio op. 101 (2023). Für Klavier, Violine und Violoncello. Auftragskomposition der Duisburger Philharmoniker für das Eigenzeit Festival 2023 und dem Trio Feininger gewidmet.
- Telestía op. 103 (2023). Für Streichquartett. Kompositionsauftrag von Auner Quartett.
- still flying op.105 (2024). Für Streichquartett. Kompositionsauftrag Centro Nacional de Difusión Musical (CNDM) und Cuarteto Quiroga.

### Chor (Auswahl)
- …il vento del nord… op. 52 (2013). Für Vokalensemble, 2 Soprane, Mezzosopran, Tenor, Bass, Auftragsarbeit für das Vokalensemble La Dolce Maniera. (5 min.) Live recording.
- Ave Maria op. 55 (2014). For women’s choir. (3 min.) Rundfunkaufnahme
- Paharión, the Red Angel in the Garden of las Huelgas op. 62 (2015). 15 dialogues between West and East for Schola Antiqua, a Byzantine style psalm singer, violin, ney, clarinet/bass clarinet. Commissioned by Patrimonio Nacional España. (Live-Aufnahme)
- Der Engel der Eewigkeit op. 71 (2017). Seven Views – Hommage à Adolf Wölfli. Für gemischten Chor, Auftrag von Wölfli&Musik für Ensemble Corund Lucerne.
- Láchesis, Klothó, Átropos – an die Schicksalsgöttinnen op. 107 (2024). Für gemischten Chor. Kompositionsauftrag des Bachchors Salzburg.

### Instrumental Solo
- Anaménontas op. 4 (1990). Für Flöte solo (Live-Aufnahme)
- noch fürcht' ich op. 8 (1993). Für Klavier solo (CD bei ECM New Series 2309)
- Sängerin der Komischen Oper op. 23 (2004). 7 Miniaturen für Viola solo, inspiriert durch ein gleichnamiges Gemälde von Paul Klee. (12 min.) Live recording.
- Klavierstücke I-V op. 24 (2004). Für Klavier solo (CD, ECM New Series 2309)
- nine lullabies for a new world (Hommage a J.S. Bach) op. 49 (2012). Für Viola solo, Auftrag von Nils Mönkemeyer (CD Sony Classical 1964503)
- meditation I op. 54 (2015). Für Marimba solo, Glockenspiel and singing bowl. Auftrag von Kana Omori (CD, HCOM Japan 1027)
- Astrolávos, the Angel at the Bottom of the Sea op. 68 (2015/16). Nine constellations for oboe solo. Auftrag von Francois Leleux (Rundfunkaufnahme)
- Evening at the Window op. 75 (2018). Für Viola Solo. Auftragsarbeit für den ARD-Musikwettbewerb 2018 (Rundfunkaufnahme)
- Evening at the Window II op. 75b (2020, rev. 2024). Sieben Blicke aus dem Fenster für Viola und Klavier mit kleinen Schlagzeug Instrumenten.
- Fantasia op. 84 (2019). Drei Stücke für Tarogato, Klarinette und Bass-Klarinette. Kompositionsauftrag der Bamberger Kunst- und Antiquitätenwochen.
- messages between trees op.84 (2020). Für Viola und Bordun. CD-Aufnahme für Sony classical, Juli 2020 im Studio vom Bayerischer Rundfunk, München.
- wind whispers op. 85 (2020). Für Klavier Solo. CD-Aufnahme für Sony classical, Juli 2020 im Studio vom Bayerischer Rundfunk, München.
- Pirouette op.91 (2021). Für Klavier Solo. Gewidmet Rudolph Buchbinder.
- between the lines op. 93 (2022). Für Zither Solo. Auftragskomposition des 9. Internationalen Wettbewerbs für Zither solo.
- night whispers in a walnut tree op. 95a (2022). Für Klavier Solo und Tonband. Auftragskomposition des Grafenegg Festvials.
- Angel, six miniatures for peace op. 99 (2022). Für Fagott Solo. Kompositionsauftrag des Fagottisten Theo Plath.
- The Encounter op. 100 (2022/2023). Für Posaune und Tonband. Kompositionsauftrag von Mikael Rudolfsson.
- Ithaca op.104 (2023). Für Klavier. Kompositionsauftrag der Philharmonie Luxembourg.

### Oper / Filmmusik
- Philemon und Baucis op. 18 (2003). Komplettierung des Fragments von Joseph Haydn mit Integrierung in ein neues künstlerisches Konzept im Auftrag der Deutschen Staatsoper Berlin. (90 min.) Live recording.

- Warchild op. 26 (2005). Filmmusik für Christian Wagners Film Warchild. CD NORMAL 895932. DVD Label Filmgalerie 451, 45380.

## Diskografie
- Berlinisches Tagebuch. Zeitgenössische Klaviermusik. Yoriko Ikeya-Fuchino, Klavier (Crescendo/Thorofon; 1994)
- „Punkt 11“: Neue und neuere Musik. (CD-Serie der Hochschule für Musik und Theater München, Nr. 39; 2003)
- Konstantia Gourzi: Warchild. Mit Ensemble oktopus; Slava Cernavca, Klarinette;  Susanne Winter, Sopran; Ferran Cruixent, Klavier; Dirigentin: Konstantia Gourzi (Normal/Indigo; 2006)
- Konstantia Gourzi: Conjunctions – Synápsies. Mit Apollon Musagète quartet, Vassilis Agrokostas, Michalis Cholevas, Christian Elsässer, Konstantia Gourzi. (NEOS; 2010)
- Freyja Gunnlaugsdóttir: Skrímsli. (Tiara Records; 2012)
- Nils Mönkemeyer: Bach und Mehr. (Sony Classical; 2013)
- Music for Piano and String Quartet:  Lorenda Ramou & Ensemble Coriolis - mit Eine kleine Geschichte, P-ILION, Aiolos Wind, Israel, „noch fürcht‘ ich“, Vibrato 1, Klavierstücke I-V, Vibrato 2 von Konstantia Gourzi (ECM Records, 2014)
- Siguiriya Gitana: Kana Omori - mit meditation I von Konstantia Gourzi (HCOM Music; 2015)
- Avant-guarding Mompou: Maria Canyigueral - mit Wind dances von Konstantia Gourzi (Audite CD, 2020)
- #Goldberg Reflections: Niklas Liepe & NDR Radiophilharmonie, Dirigent: Jamie Phillips - mit Lullabies for Three Flowers von Konstantia Gourzi (Sony Classical, 2020)
- Nur wer die Sehnsucht kennt…Beethoven-Hommage: ensemble oktopus & guests, Dirigentin: Konstantia Gourzi - mit Néome von Konstantia Gourzi (Ambiente Audio, 2021)
- Anájikon: Nils Mönkemeyer & William Youn & Lucerne Academy Orchestra & Minguet Quartett - mit Hommage à Mozart, Ny-él, Anájikon von Konstantia Gourzi (ECM Records; 2021)
- Emphasis: Spyros Kontos - mit Astrolávos, the Angel at the Bottom of the Sea von Konstantia Gourzi (DNA, 2021)
- Whispers: Nils Mönkemeyer & William Youn & Konstantia Gourzi - mit wind whispers, evening at the window II, call of the bees, messages between trees, a love song, melodies from the sea von Konstantia Gourzi (Sony classical, 2022)
- Dance for two:  Nils Mönkemeyer & Dorothee Oberlinger - mit messages between trees II, Dance for two von Konstantia Gourzi  (Sony Classical, 2023)
- Balkan Discoveries: Oliver Oliver Triendl & Theo Plath - mit Angel, six miniatures for peace for bassoon von Konstantia Gourzi (Hänssler Classic, 2023)
- Voyager: Munich Opera Horns - mit Voyager 2 von Konstantia Gourzi (Bayerische Staatsoper Recordings, 2023)
- Voyages: Eternum Saxophone Quartett - mit Voyager 1 von Konstantia Gourzi (GENUIN, 2023)
- Solitaire: Johannes Fleischmann & Christoph Ulrich Meier - mit Aria von Konstantia Gourzi (Odradek, 2023)
- Encounter:  Mikael Rudolfsson - mit The Encounter von Konstantia Gourzi (NEOS, 2024)
- Piano Poems: Cathy Krier - mit Ithaca von Konstantia Gourzi (GENUIN, 2024)

### Als Dirigentin
- Silhouettes - Berlin Young Composers between today and tomorrow. Mit dem Boris Blacher Ensemble (Zensor musicproduction; 1991)
- Olga Neuwirth. Mit Klangforum Wien und Peter Eötvös (Accord; 1998)
- Arnold Schönberg: Pierrot lunaire plus Jazz / Luciano Berio: Folk Songs. Mit Stella Doufexis, Maria Baptist, Ensemble opus21musikplus (NEOS; 2007)
- Hans-Werner Henze: Guitar Music 2. Mit Franz Halàsz, Gitarre;  Anna Torge, Mandoline; Cristina Bianchi, Harfe; Ensemble oktopus (Naxos; 2010)
- Liederwelten und instrumentale Poesie - Wilhelm Killmayer zum 85. Geburtstag. (Hochschule für Musik und Theater München und BR-Klassik; 2012)

- Tripp. Musik von Amos Elkana. Mit dem Meitar Ensemble (Albany Records; 2018)